# Hirschegg
Hirschegg je nekdanja občina in naselje v okraju Voitsberg na avstrijskem Štajerskem. Na področju 59,83 km² živi 714 ljudi; področje je znano po smučarskem turizmu.